# Sarubobo
 (septembre 2024).
Si vous disposez d'ouvrages ou d'articles de référence ou si vous connaissez des sites web de qualité traitant du thème abordé ici, merci de compléter l'article en donnant les références utiles à sa vérifiabilité et en les liant à la section « Notes et références ».

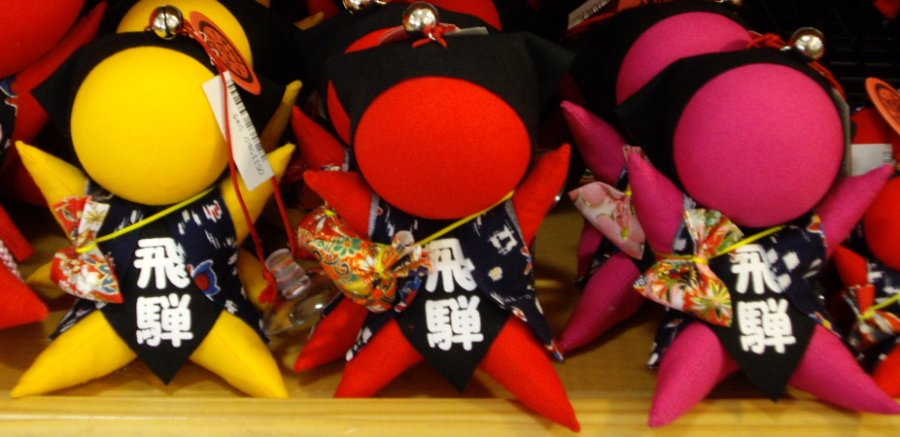
Sarubobo de différentes couleurs.

Un sarubobo (さるぼぼ) est une amulette japonaise, particulièrement associée à la ville de Takayama. Les sarubobo sont des poupées rouges, sans véritable visage. Les sarubobo peuvent être de tailles très différentes. Traditionnellement, ce sont les grand-mères qui confectionnent les sarubobo pour leur petite-fille, ou bien pour leur fille dans le but de porter bonheur pour le mariage.

## Le nomsarubobo
Sarubobo signifie en japonais dans cette région « bébé singe ». Le nom peut s'expliquer par le fait que la tête des sarubobo est rouge, comme la tête des bébés singes.

## Pourquoi lessarubobon'ont pas de visage?
Il est dit que si les sarubobo n'ont pas de visage, c'est pour que leur possesseur puisse lui-même en imaginer un (quand le possesseur est triste, il peut imaginer que sa poupée l'est aussi).

## Lessarubobomodernes
De nos jours, les sarubobo sont achetés en guise de souvenir de la ville de Takayama, et existent en de nombreuses couleurs.
- Sarubobo bleu : pour la chance dans les études et au travail.
- Sarubobo rose : pour la chance en amour.
- Sarubobo vert : pour la santé.
- Sarubobo jaune : pour la chance en matière d'argent.
- Sarubobo noir : contre la malchance.
- Sarubobo orange : pour bénir les enfants, les protéger.